# Am Turme

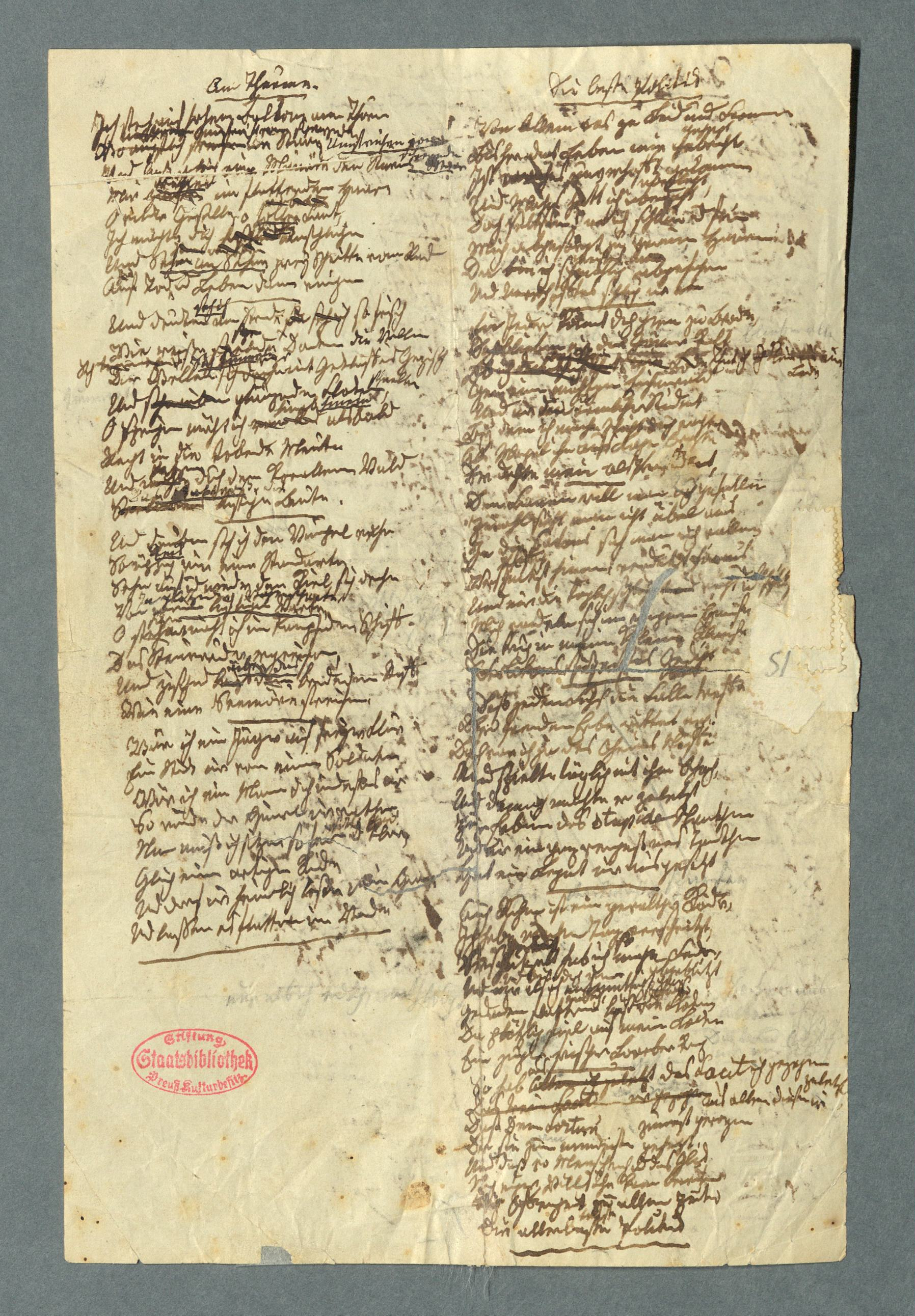
Drostes Arbeitsmanuskript von Am Thurme (links; rechts Die beste Politik)

Am Turme (Originalschreibweise Am Thurme) ist ein im Jahr 1842 erstmals erschienenes Gedicht von Annette von Droste-Hülshoff. Darin bringt das lyrische Ich den drängenden Wunsch zum Ausdruck, die ihm gesetzten Grenzen zu überwinden und kraftvoll handelnd in die Welt einzugreifen. Gleichzeitig erkennt es jedoch, dass dies unmöglich ist. Der Text wurde zunächst als Erlebnisgedicht gedeutet, das einzelne Handlungsschritte in zeitlicher Abfolge schildert. In jüngerer Zeit wird die „Erlebnisfiktion“ im Gedicht betont. Demnach werden die beschriebenen Beobachtungen ausschließlich in der Vorstellung der Sprecherin lebendig und die eigentliche Sprechsituation setzt erst mit dem Lösen des geflochtenen Haares am Textende ein. Neben einer biografischen Lesart wurde das Gedicht auch feministisch interpretiert. Die Literaturwissenschaftlerin Ruth Klüger etwa nannte es im Jahr 1994 „das erste und vielleicht das beste feministische Gedicht in deutscher Sprache“. Am Turme zählt zu Drostes bekanntesten lyrischen Texten und zum Kanon deutscher Gedichte.

### Literatur

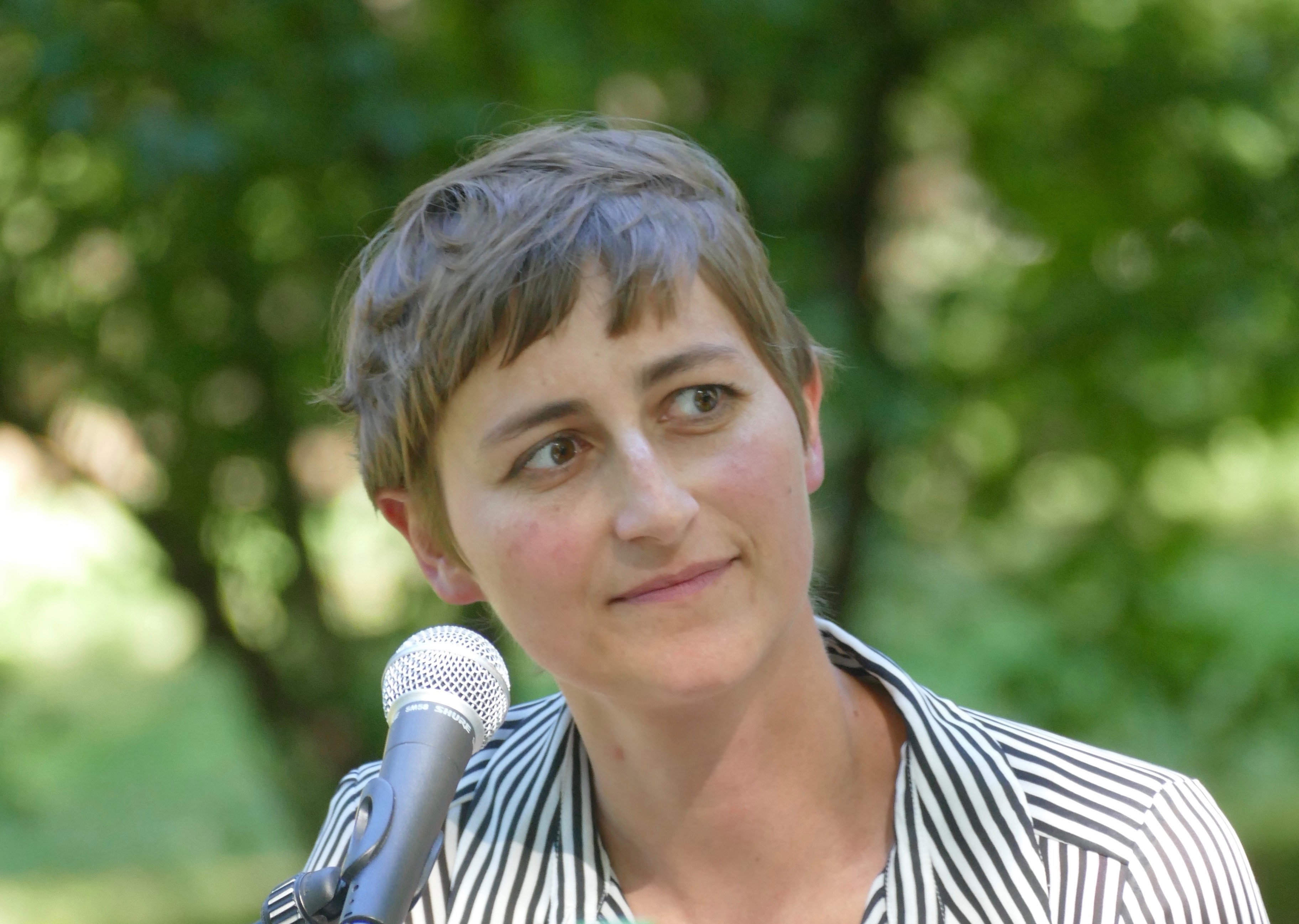
Ulrike Almut Sandig, 2016

## Hintergrund

### Entstehung

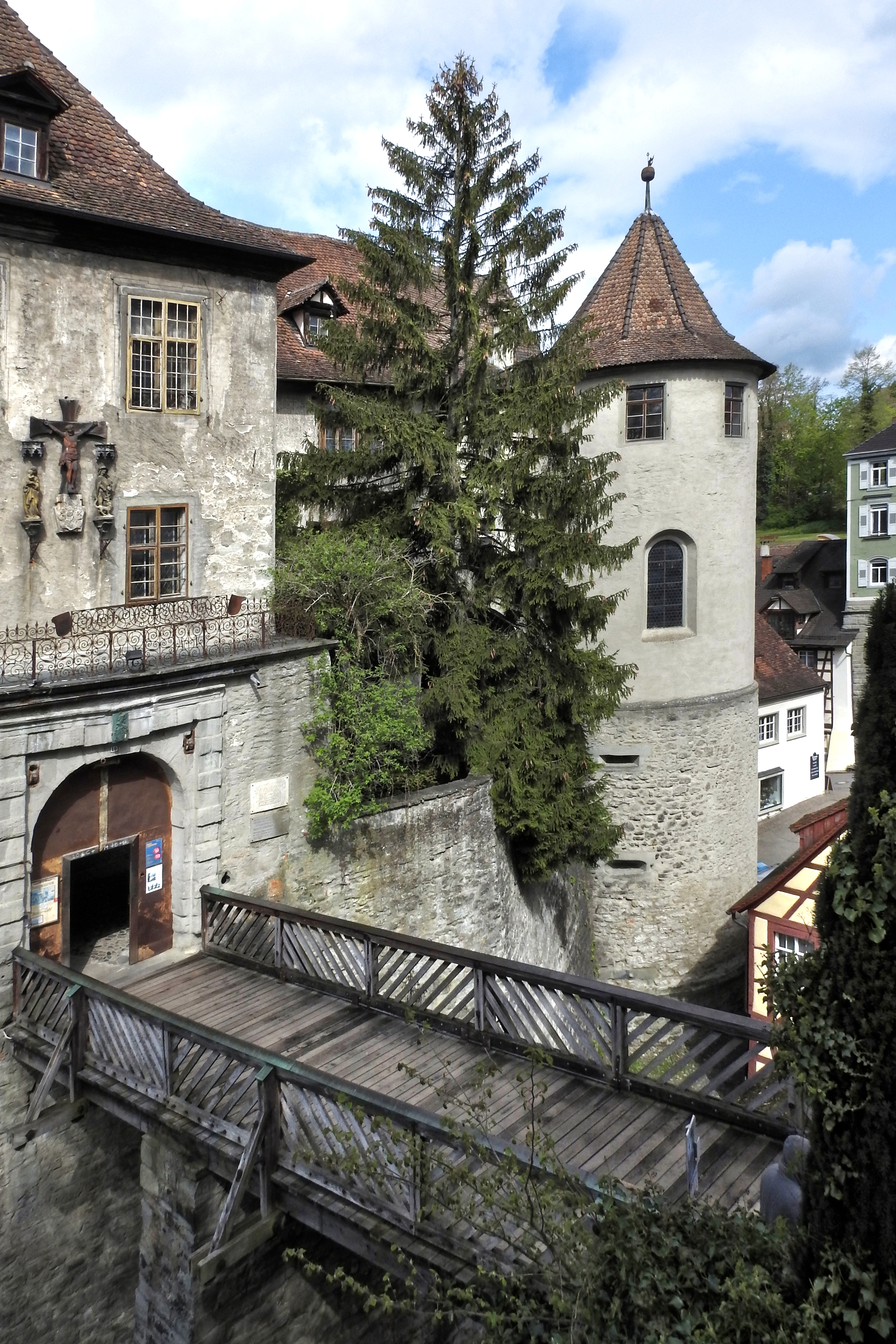
Eingang zur Meersburg mit Kapellenturm (2016)

Das Gedicht entstand während des ersten Aufenthaltes Annette von Droste-Hülshoffs auf der Burg Meersburg am Bodensee, wo die Schriftstellerin vom 30. September 1841 bis zum 29. Juli 1842 ihre ältere Schwester Jenny besuchte. Diese war mit Joseph von Laßberg verheiratet und bewohnte die Burg mit ihrer Familie seit 1838. In den Jahren zuvor war der Schriftsteller Levin Schücking zu einem engen Vertrauten Drostes geworden, die ihn im Rüschhaus regelmäßig empfing. Das geschah in der Regel unter Aufsicht ihrer Mutter Therese, was einen längeren ungestörten Austausch der beiden erschwerte. Für den Besuch am Bodensee hatten die Schwestern organisiert, dass Schücking gleichzeitig mit Droste auf der Meersburg sein konnte, und hielten den Plan vor der Mutter geheim. Die Schriftstellerin bewohnte ein rundes Turmzimmer im nordöstlich gelegenen Kapellenturm. Während ihres Aufenthalts auf der Meersburg war Droste von alltäglichen Pflichten befreit und verbrachte viel Zeit mit Schücking, der inspirierend auf sie wirkte. Dadurch wurden die Monate auf der Meersburg zu einer außerordentlich produktiven Schaffensphase. Insgesamt schrieb die Schriftstellerin dort rund 60 Gedichte, die einen Grundstock für ihre 1844 erschienene, zweite Gedichtsammlung bildeten, neben Am Turme auch Die Taxuswand, Der Knabe im Moor und Die Mergelgrube.

### Veröffentlichung

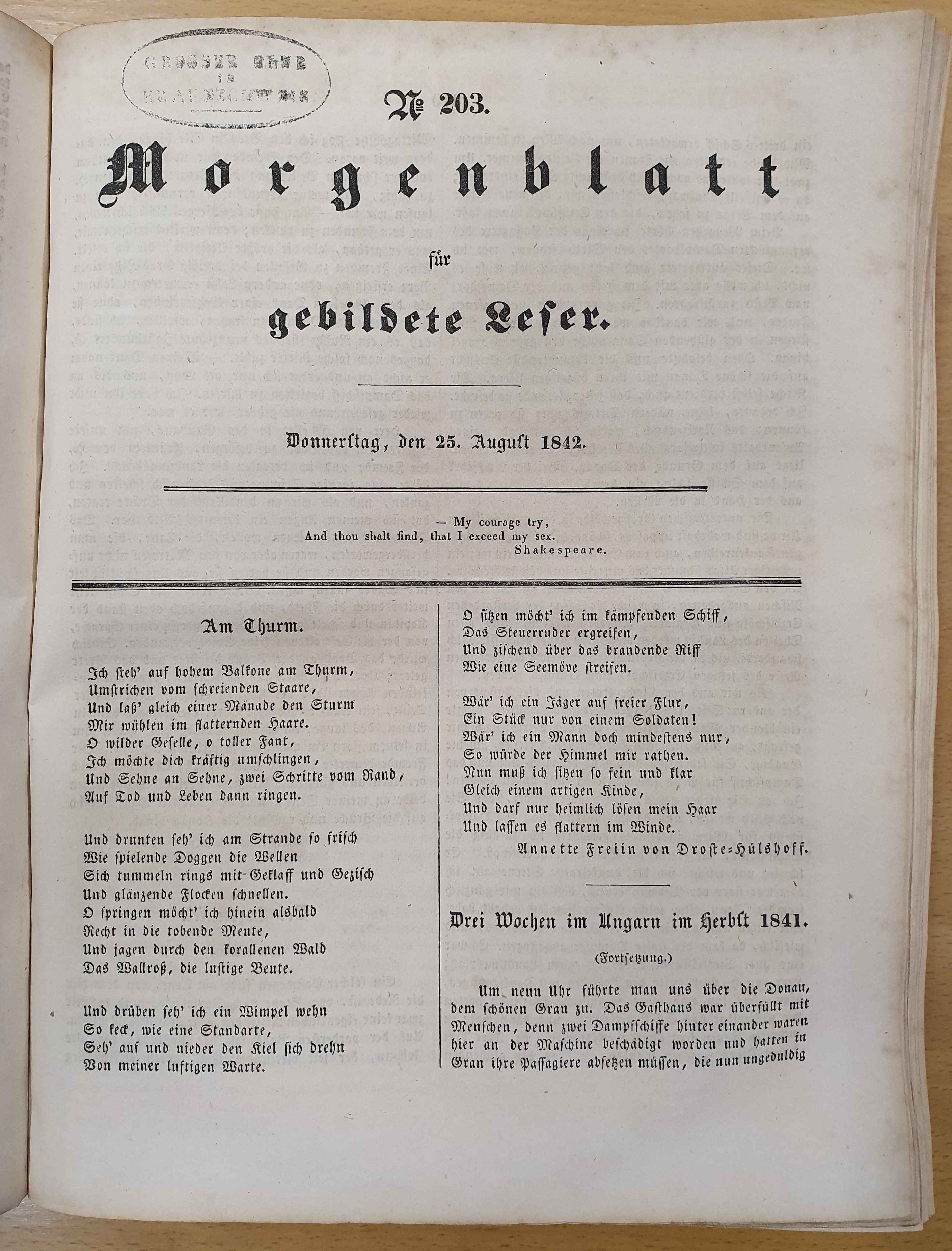
Erstveröffentlichung unter dem Titel Am Thurm im Morgenblatt für gebildete Leser vom 25. August 1842

Auf dem Arbeitsmanuskript aus dem Meersburger Nachlass (Abb. oben) steht Am Thurme links neben dem Gedicht Die beste Politik; umseitig notiert sind Die Taxuswand und Guten Willens Ungeschick. Der Text muss bis Anfang Februar 1842 entstanden sein: Zu dieser Zeit sandte Schücking ihn mit neun weiteren Gedichten zur Veröffentlichung an das Morgenblatt für gebildete Leser, das bereits am 16. Februar Der Knabe im Moor abdruckte. Am 25. August 1842 erschien Am Turme, drei Monate vorher war dort bereits die Novelle Die Judenbuche veröffentlicht worden. Die Möglichkeit, die Texte in absehbarer Zeit zu publizieren, ging auf die engen Kontakte Schückings zum Cotta-Verlag zurück und wirkte sich förderlich auf die literarische Produktion aus.
Das Morgenblatt hat dieser Ausgabe ein Motto aus dem Drama Heinrich VI. von William Shakespeare vorangestellt, das in einem thematischen Bezug zu Am Turme steht. Mit den Worten “My courage try, / And thou shalt find, that I exceed my sex” („Prüfe meinen Mut, / Und du wirst sehen, dass ich mein Geschlecht übertreffe.“) fordert Jeanne d’Arc den Dauphin Charles auf, sie in den Kampf gegen die englische Besatzung einzubeziehen.
Wie sich später zeigte, stieß die Gedichtveröffentlichung im Morgenblatt auf große Resonanz: Im Dezember 1843 erfragte die Redaktion von Droste weitere Beiträge. Eine entsprechende Bitte zitierte die Schriftstellerin in einem Brief: „Die Erzählung ›die Judenbuche‹ hat in ihrer Eigenthümlichkeit auf die Besten unserer Leser den größten Eindruck gemacht, und die Gedichte ›der Knabe im Moor, die Taxuswand, Am Thurme, u.s.w.‹ werden von den Kennern und Freunden der Poesie sehr hoch gestellt.“
Für die große Gedichtausgabe von 1844 nahm Droste den Text in die Gruppe Fels, Wald und See auf. Dort ist er das dritte von insgesamt zehn Gedichten, die von 1832/1833 (Fragment) bis 1843/1844 (Das öde Haus) entstanden sind und einen Bezug zur Bodensee-Region aufweisen. Diese Gedichte sind hinsichtlich ihrer Strophenformen und Reimschemata sowie ihrer Motive vielgestaltig. Am Thurme verfügt über ein lyrisches Ich – wie Das öde Haus und Am Bodensee – und schildert „eine Seelenlandschaft von einem hohen Überblickspunkt aus“ – wie Die Schenke am See. Von einer Epochenzuordnung des Drosteschen Œuvres, welches früher vielfach dem Biedermeier oder der Spätromantik zugerechnet worden war, ist man mittlerweile abgekommen.

## Text
Am Turme

Ich steh’ auf hohem Balkone am Turm,

Umstrichen vom schreienden Stare,

Und laß’ gleich einer Mänade den Sturm

Mir wühlen im flatternden Haare;

O wilder Geselle, o toller Fant,

Ich möchte dich kräftig umschlingen,

Und, Sehne an Sehne, zwei Schritte vom Rand

Auf Tod und Leben dann ringen!

Und drunten seh’ ich am Strand, so frisch

Wie spielende Doggen, die Wellen

Sich tummeln rings mit Geklaff und Gezisch,

Und glänzende Flocken schnellen.

O, springen möcht’ ich hinein alsbald,

Recht in die tobende Meute,

Und jagen durch den korallenen Wald

Das Walroß, die lustige Beute!

Und drüben seh’ ich ein Wimpel wehn

So keck wie eine Standarte,

Seh auf und nieder den Kiel sich drehn

Von meiner luftigen Warte;

O, sitzen möcht’ ich im kämpfenden Schiff,

Das Steuerruder ergreifen,

Und zischend über das brandende Riff

Wie eine Seemöwe streifen.

Wär ich ein Jäger auf freier Flur,

Ein Stück nur von einem Soldaten,

Wär ich ein Mann doch mindestens nur,

So würde der Himmel mir raten;

Nun muß ich sitzen so fein und klar,

Gleich einem artigen Kinde,

Und darf nur heimlich lösen mein Haar,

Und lassen es flattern im Winde!

Anmerkungen
1. ↑  Mänaden sind Frauen im Gefolge des Dionysos, die in einen begeisterten Rausch verfallen können.
2. ↑  Unreifer, leichtfertiger Bursche.
3. ↑  Nach der älteren Form klaffen für kläffen, Gekläffe.
4. ↑  Wimpel sind schmale Flaggen am größten Mast, ein Erkennungszeichen von Kriegsschiffen.

## Form
Das Gedicht besteht aus 4 Strophen mit jeweils 8 Versen. Diese weisen im regelmäßigen Wechsel vier Hebungen mit einer männlichen Kadenz und drei Hebungen mit einer weiblichen Kadenz auf und bilden durchgehend einen Kreuzreim. Alle Verse beginnen mit einem Auftakt, an den überwiegend im Daktylus angeschlossen wird. Jede Strophe gliedert sich in zwei Hälften, die jeweils eine Satz- und Sinneinheit bilden und in Beziehung zu anderen Strophen stehen: „In den Mittelstrophen beschreibt der erste Satz Wahrgenommenes, der zweite Erwünschtes. […] In der ersten folgt auf die Darstellung der wirklichen die der ersehnten Situation; in der letzten Strophe ist es umgekehrt.“ Was als „wirklich“ anzusehen ist, ist Gegenstand der Interpretation. Räumlich ist die erste Strophe oben „auf hohem Balkone“ verortet, die zweite „drunten“ (in der Nähe), die dritte „drüben“ (in der Ferne), was den „Wunsch nach immer weiter ausgreifender Aktivität“ unterstützt.
Inhaltlich lassen sich vier „Aussagefelder“ erkennen: Anfangs steht das Ich auf dem Balkon und sein Ringen mit dem Sturm im Mittelpunkt, danach der Gedanke, ins Meer einzutauchen und zu jagen, dann wünscht sich das Ich an das Steuerruder eines Schiffs, bevor schließlich die Sehnsucht betont wird, dies in anderen Rollen zu erleben, und die Erkenntnis folgt, dass das nicht möglich ist. Die im Verborgenen gelösten Haare bilden einen Rahmen zu den „flatternden Haaren“ vom Anfang. Verbunden werden die Strophen durch häufige Wiederholungen der Versanfänge – allein neun Verse beginnen mit einem „Und“ –, die für eine schnelle Abfolge der Eindrücke sorgen und ihre Fülle unterstreichen. Am Schluss verweist der „Jäger“ (V. 25) zurück auf die zweite und der „Soldat[]“ (V. 26) auf die dritte Strophe.
Die Dynamik des Textes entsteht auch durch die Verwendung zahlreicher Verben der Bewegung, die häufig im Infinitiv stehen, etwa „springen“, „jagen“, „streifen“. Hinzu kommen als Attribute einige Präsenspartizipien, die ihre Bezugswörter ebenfalls in Bewegung versetzen, etwa „spielende Doggen“, „tobende Meute“, „brandende[s] Riff“. Dem Verb kommt eine „beherrschende Stilfunktion“ zu, allerdings wird die Bewegung vom lyrischen Ich „nicht vollzogen, sondern aus der Distanz des Beobachters wahrgenommen oder im Modus des Wunsches imaginiert“. „Meute“ und „Beute“ lassen sich dem Wortfeld „Jagd“ zuordnen, „Standarte“ und „Soldaten“ dem Bereich „Krieg“. Dabei steht die „tobende Meute“ der Doggen als Bild für die bewegten Wellen. Zählt man „gleich einer Mänade“ und „gleich einem artigen Kinde“ hinzu, treten Vergleiche in jeder Strophe auf. Sie verstärken die Bildhaftigkeit des Textes. Dabei ist die Jagd auf das Walross „durch den korallenen Wald“ ein „naturwidriges Bild […]; denn einen Korallenwald gibt es nur im warmen südlichen, das Walroß dagegen nur im nördlichen Meer“, was das „Unmögliche des Begehrens“ unterstreicht.
Die Begrenzung des lyrischen Ichs und seine Desillusion wird am Gedichtschluss auf verschiedene Weise verdeutlicht: Aus der „Mänade“, einer begeisterten, im Rausch befindlichen Frau, wird ein „artige[s] Kinde“; aus dem „möcht’ ich“ wird ein „muß ich“ und „darf nur“ und aus dem „Sturm“ ein „Winde“. Diese letzte Zurücknahme wird grammatisch verstärkt. Anfangs lässt das Ich „den Sturm / Mir wühlen im flatternden Haare“: Hier ist der Sturm ein Akkusativobjekt. Am Schluss lässt das Ich die Haare „flattern im Winde“: Hier sind die Haare das Objekt, der Sturm ist abgeflaut zu einer adverbialen Ortsbestimmung, was Bild und Formulierung gewöhnlicher erscheinen lässt. Die ersehnte Entgrenzung des lyrischen Ichs und seine tatsächliche Begrenzung sind sprachlich und inhaltlich durch eine Reihe von Gegensätzen gestaltet: „stehen/sitzen, oben/unten, Luft/Wasser, Mann/Frau, können/wollen, aktiv/passiv, Indikativ/Konjunktiv, wild/artig.“

## Interpretation
Die Deutungen des Gedichts folgten im Laufe der Zeit verschiedenen Schwerpunkten, die sich nicht trennscharf abgrenzen lassen und sich wechselseitig ergänzen. Anfangs überwogen die Auslegungen des Textes auf der Grundlage der Biografie der Dichterin und den Verhältnissen ihrer Zeit. In der zweiten Hälfte des 20. Jahrhunderts kamen verstärkt feministische Erklärungsansätze auf. Zu Beginn des 21. Jahrhunderts traten Interpretationen hinzu, die die Bedeutung der räumlichen Gegebenheiten im Gedicht untersuchen.

### Biografisch

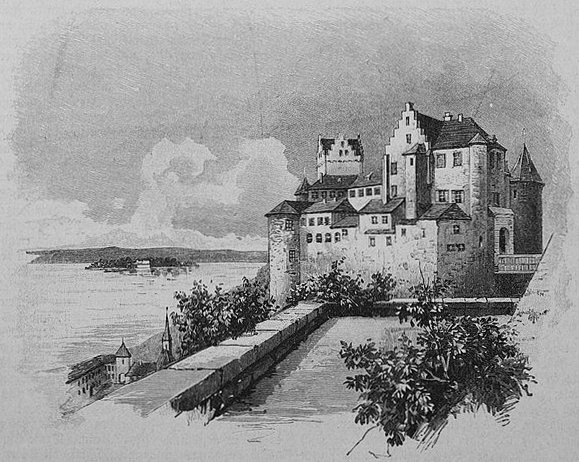
Die Meersburg am Bodensee, eine Illustration der Malerin Sally Wiest für Die Gartenlaube (1897). Ganz rechts: der Kapellenturm.

Zunächst deutete man das Gedicht in erster Linie vor dem Hintergrund der Biografie und las den Text als Zeugnis eines inneren Konflikts der Schriftstellerin. Noch im Jahr der Veröffentlichung der Gedichtausgabe von 1844 urteilte ein Rezensent über Am Turme: „Die Ueberschrift ist anspruchslos. Niemand ahnt dabei, daß uns die Dichterin einen tiefen Blick in die innere Werkstatt ihrer Gedanken gestattet, daß sie uns in der vollendetsten Form selbst Aufschluß gibt über ihre Persönlichkeit nach der Seite des Denkens, Handelns und Empfindens.“ Dass Am Turme kein Jugendgedicht, sondern das Werk einer erwachsenen, 44-jährigen Frau war, betont Marita Fischer 1956, die damit ebenfalls nahelegt, dass der Text innere Spannungen zum Ausdruck bringt:

„Es ist der Gegensatz von leidvoll sich fügender Passivität und einem wilden, leidenschaftlichen Tatwillen, der, da er sich in ihrem Leben, dem Leben eines streng an Sitte und Stand gebundenen, dazu früh kränklichen Freifräuleins des konservativen westfälischen Adels, kaum zu verwirklichen vermochte, sich hier in Form dichterisch gestalteter Aussage kraftvoll kundtut.“

Die Theologin Elisabeth Gössmann widmete Droste ein Kapitel in ihrer 1961 erschienenen Studie Die Frau und ihr Auftrag – Gestalten und Lebensformen. Die Abschnittsüberschrift „Heimatgebundenes Dasein“ zeigt an, dass Gössmann das Werk der Dichterin vor dem Hintergrund ihrer Biografie deutet. Gössmann sieht Am Turme als Ausdruck des „religiös angespannte[n] Selbst der Dichterin“, das im Spannungsverhältnis zwischen „Lebensintensität“ und „Entsagung“ stehe. Sie interpretiert das Gedicht auch aus feministischer Perspektive (siehe unten).
Die Tatsache, dass Droste zur Entstehungszeit des Gedichts den Kapellenturm der Meersburg bewohnte, förderte biografische Deutungen. Die Verortung eines genauen Schauplatzes wird in der Forschung aber als unzulässig betrachtet, weil das Gedicht das innere Erleben schildere und eine Welt entwerfe, die, etwa mit dem Walross und den Korallen, nichts mit dem Bodensee gemein habe. Nach Jochen Grywatsch werde zwar der Lebenskonflikt Drostes im Gedicht greifbar, es allein darauf und auf den Besuch am Bodensee zu beziehen, werde aber dem Text nicht gerecht: Das Gedicht enthalte „sehr viel abstraktere Bezüge. Es thematisiert den drängenden Willen zur Befreiung, zur Selbstbestimmung und zur handelnden Autonomie des Individuums“.

### Feministisch

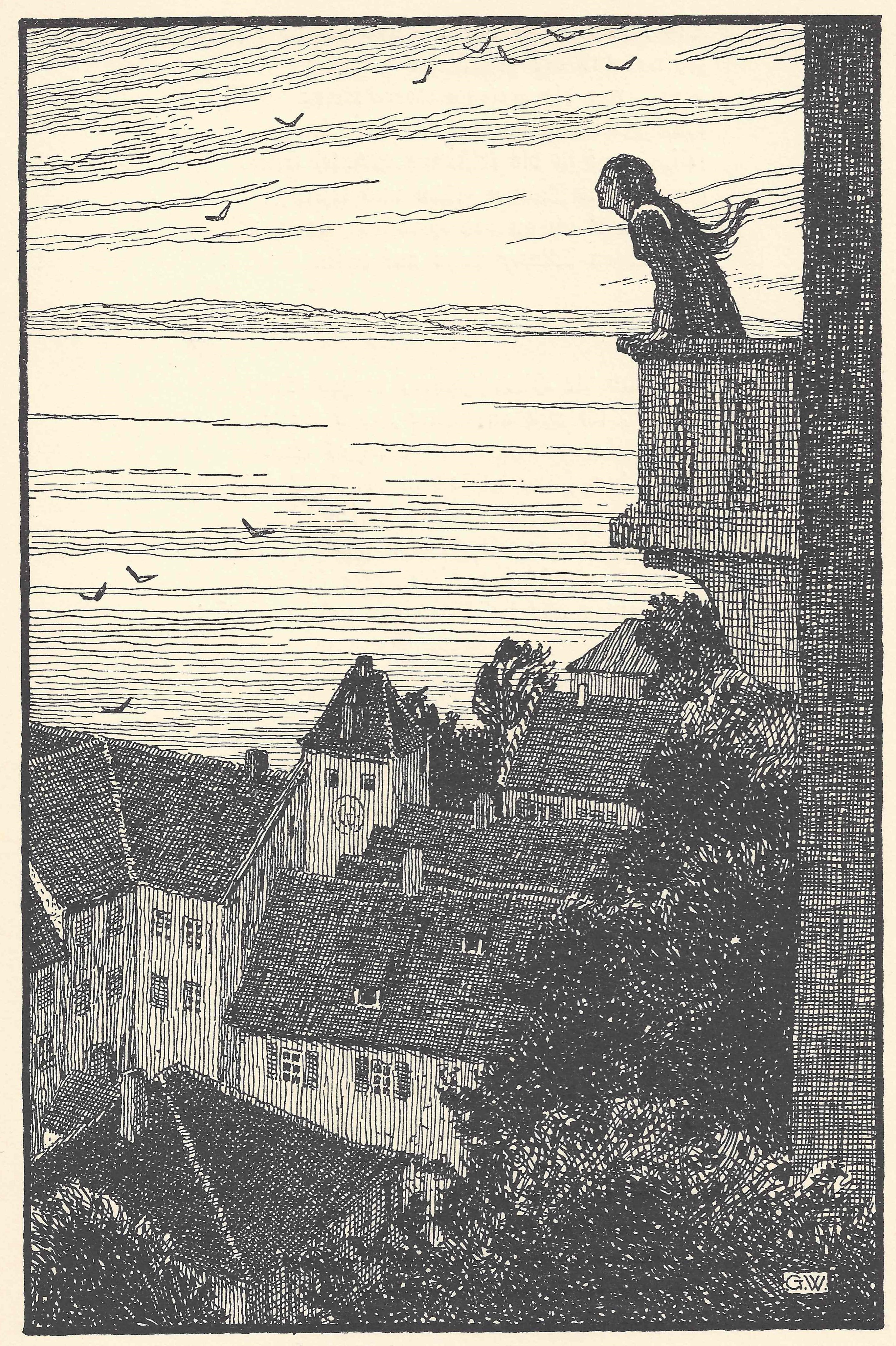
Illustration zu Am Turme von Gerhard Wedepohl (1922)

Von Anfang an deutete man das Gedicht auch im Hinblick auf Geschlechterrollen. Mit der Sichtweise, es gehe um „einen geheimen Kampf männlicher Kraft des Denkens und Handelns mit angeborener oder errungener weiblicher Milde“, bewegt sich der Rezensent 1844 in den vorherrschenden Rollenmustern seiner Zeit. Im 20. Jahrhundert untersuchten mehrere Wissenschaftlerinnen die im Gedicht gestalteten Geschlechtervorstellungen. Gössmann nahm 1961 an, dass Droste das intensivste Lebensgefühl allein den Männern zuerkannt habe, weil nur sie mit aller Kraft gegen Widerstände ankämpfen dürften. Durch Zweikampf, Jagd und Seefahrt werde dies im Gedicht veranschaulicht. Der männlichen Lebensintensität könne sich Droste nur durch „die irreale Sprache der Sehnsucht“ annähern. Von „wirklich kühnen, mitreißend unverstellten Bildern“ ging 1988 Irmgard Roebling aus. In ihnen erlaube sich „die Autorin ein direktes Ausleben ihrer die Geschlechtszuschreibung überschreitenden Phantasien“. Beide Forscherinnen betonten den engen Bezug zu Drostes Biographie. Ruth Klüger interpretierte Am Turme am 7. Mai 1994 in der Frankfurter Anthologie der F.A.Z. unter dem Titel „Ein Mann, mindestens“. Darin bezog sie ebenfalls Drostes Lebenssituation ein, hob aber das eigenständige „weibliche Ich“ hervor und hielt den Text für „das erste und vielleicht das beste feministische Gedicht in deutscher Sprache“. Bereits 1986 hatte sie Am Turme für eine zweisprachige Anthologie, die deutschsprachige feministische Gedichte versammelt, ins Englische übersetzt (On the Tower). Cornelia Blasberg erkannte 2018 in den Gegensatzpaaren „eine Gender-Ordnung […], deren unerschütterliches Fundament durch die Herrschaft des Mannes über die Frau gebildet wird“.

Die Unfreiheit und Unterordnung der Sprecherin werde durch die Metapher der zuerst wild flatternden, schließlich aber nur „heimlich“ gelösten Haare deutlich. Klüger sieht im Wunsch, den als „wilder Geselle“ bezeichneten Sturm zu umschlingen, ein geradezu erotisches Verlangen, das auf Ebenbürtigkeit der beiden Kontrahenten setzt. Am Schluss gelange die Sprecherin jedoch zur Erkenntnis, dass selbst der Himmel es mit den Männern hält. Blasberg sieht in dem Rat des Himmels, ein Jäger, ein Soldat oder wenigstens ein Mann ohne weitere Attribute zu sein, „eine strenge patriarchale Logik“. Das lyrische Ich spreche davon jedoch im Konjunktiv und lasse damit erkennen, dass es sich diese Ordnung nicht zu eigen macht. Kaspar H. Spinner hält die Wortwahl jener Verse für „sprachlich etwas irritierend“: „Sind ‚Ein Stück nur von einem Soldaten‘ und ‚doch mindestens nur‘ unbeholfene, umständliche Formulierungen? Oder kann man das interpretieren als sprachlichen Ausdruck der gebrochenen Identität, der eine gefällige Sprache nicht angemessen wäre?“ Klüger zufolge befindet sich die Sprecherin am Ende des Gedichts in einer aussichtslosen Lage: „Die Erwachsene sieht sich zum Kind erniedrigt, fein und klar, nur Männer werden mündig.“ Das Begehren nach aktiver Teilhabe bei gleichzeitiger Ausgrenzung kommt auch im Bild des Turmes zum Ausdruck: Von einem Turm aus hat man einen weiten Blick in die Welt – und ist dennoch von ihr ausgeschlossen. Die Beschränkung der geistigen und räumlichen Bewegungsfreiheit hat Droste schon als Neunzehnjährige im Gedicht Unruhe (1816) thematisiert. Die letzte Strophe lautet:
Fesseln will man uns am eignen Herde!

Unsre Sehnsucht nennt man Wahn und Traum

Und das Herz, dies kleine Klümpchen Erde

Hat doch für die ganze Schöpfung Raum!
Die Konfrontation weiblicher Figuren mit den eng definierten gesellschaftlichen Rollenerwartungen führt in anderen Texten Drostes zu einer Aufspaltung des weiblichen Ichs in zwei Figuren: Das Fräulein von Rodenschild begegnet sich selbst in Gestalt eines Geistes. In der Ballade Die Schwestern erzählt Droste die seelischen Nöte einer Frau anhand zweier Figuren und gestaltet damit die „Tragödie der verbotenen Ganzheit der weiblichen Existenz“ (Peter von Matt). Auch die Sprecherin in Am Turme vereint gegensätzliche Charaktermerkmale in sich. Ihre Verfassung am Ende des Gedichts beurteilen die Interpreten unterschiedlich: Manche sehen Resignation, Fügsamkeit und Betrübnis. Gössmann hielt das Flatternlassen des offenen Haares im Verborgenen aber gleichwohl für eine – wenn auch geringe – Grenzüberschreitung, auf die „Annette“ nicht habe verzichten können. Psychologisch wurde dieser Akt auch als „Verdrängung der Wünsche ins Heimliche“ gedeutet. Grywatschs Interpretation aus dem Jahr 2022 fällt positiver aus: Er erkennt darin „die Affirmation des künstlerischen Daseins. In der Literatur nämlich, auf dem Weg der Poesie, gelingt es, eine Freiheit zu erlangen, die dem Ich im realen Leben versagt ist.“

### Räumlich
Einige Interpreten sahen im Gedicht eine zeitliche Abfolge von Ereignissen, die mit dem Aufenthalt der Sprecherin auf dem stürmischen Balkon einsetzt, von wo aus sie danach Beobachtungen der Nähe und Ferne sowie ihre sehnlichen Wünsche formuliert, bevor sie schließlich sitzend die Haare löst. In dieser Lesart erscheint Am Turme als ein Erlebnisgedicht mit einem „sich in drei Phasen abspielenden Resignationsprozess“. Man ging davon aus, dass die Frau auf dem Balkon im Blick auf das schäumende Meer verharrt und sich dort nichts dringlicher wünscht als eine Veränderung der Verhältnisse. In dieser Vorstellung wird mit fortschreitender Zeit die „Mänade“ zum „artigen Kinde“.
Eine andere Sichtweise ergibt sich, wenn man den Raum im Text untersucht und den Ort der darin handelnden Sprecherin. Blasberg lenkt den Blick auf das Wort „Nun“ (V. 29), das als Zeitadverb den Moment markieren (‚jetzt‘), aber auch einen Gegensatz ausdrücken könne (‚ich aber‘). In dieser Lesart tritt die Sprecherin durch das Lösen der Haare erstmals wirklich handelnd in Erscheinung. Bis dahin konnte von einer eigenen Aktion der Figur keine Rede sein, weil sie lediglich stehend und sehend Wahrnehmungen schilderte und Wünschen Ausdruck verlieh. Daher ist es auch möglich, die Verse 1–28 als eine „Erlebnisfiktion“, also eine Imagination der Sprecherin, zu verstehen und „das mänadische ‚Ich‘ als ihr virtuelles alter ego.“ So gedeutet, beginnt das Gedicht mit einem Tagtraum, der erst ab V. 29 als solcher erkennbar wird. Dazu passt, dass zahlreiche andere Gedichte der 1840er Jahre solche vor dem inneren Auge entstehenden Bilder enthalten, oft nachdem der reale Ort des lyrischen Ichs umschrieben wurde. Der „Wahrnehmungswechsel nach innen“ wird in der Regel ausgestaltet. So heißt es in Die Verbannten:
Mein äußres Auge sank,

Mein innres ward erschlossen:

Wie wild die Klippenbank!

Wie grau die Moose sprossen!
Eine vergleichbare Markierung des Übergangs zwischen äußerem und innerem Erleben fehlt in Am Turme. Dass dort in den ersten drei Strophen traumartige Eindrücke beschrieben werden, legt aber das Phantastische der Schilderungen nahe: Der Sturm ist ein wilder Geselle, die Wellen werden zu einer Meute großer Hunde, das Walross soll durch die Korallen gejagt werden. In der Phantasie existieren keinerlei Beschränkungen; der Raum der Poesie ist grenzenlos.
Gleichzeitig wird eine Grenze im Gedicht genau benannt: Die Sprecherin möchte „zwei Schritte vom Rand / Auf Leben und Tod dann ringen!“ In Drostes Lyrik kommen sogenannte „Grenze-Wörter“ häufig vor – neben Rand zum Beispiel auch Bord, Saum, Horizont, Haag, Rain, Scheide, Schranke –, was Bruna Bianchi zu der Vermutung veranlasst, dass „die Drosteschen Gedichte in ihrer Gesamtheit mit einer Grenze und deren problematischen Überschreitung zu tun haben.“ Dabei entstehe vielfach eine Spannung zwischen dem Wunsch, Grenzen zu überwinden, und dem Bedürfnis, in festgelegten Grenzen zu leben. Voraussetzung für das Verlangen nach einer Grenzüberschreitung sei zu sehen, was sich hinter der Grenze befindet: Dem Ich muss „der fernste Horizont seines Lebens wenigstens sichtbar werden: das Subjekt dieser Gedichte hat deshalb auf dem Turm seinen notwendigen Ort“, stellt Bianchi fest und erkennt im Werk der Schriftstellerin eine Gruppe verwandter „Turm-Gedichte“. Neben Am Turme zählt sie Unruhe, Mondesaufgang, Spätes Erwachen, Lebt wohl, An Philippa, Die Bank, Die Schenke am See und andere dazu. Der Turm versinnbildliche den Zwiespalt zwischen einem Leben in gesicherten Bahnen und einem Leben ohne feste Schranken und werde so zu einem „spezifische[n] Ort der Poesie“. In einer solchen Mittelposition befand sich Droste zeitlebens selbst: Sie nahm weder die konventionelle Rolle einer Ehefrau ein noch wurde sie unabhängige Berufsschriftstellerin.

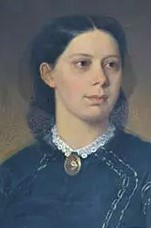
Josephine von Knorr, Gemälde von Karl von Blaas (1872, Ausschnitt)

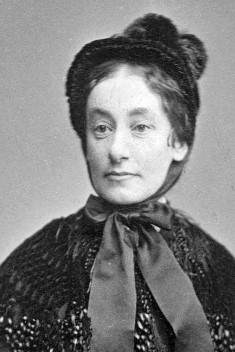
Marie von Najmájer, Fotografie von Josef Löwy (Ausschnitt)

## Nachwirkung

### Anthologien
In Anthologien deutscher Gedichte ist Am Turme besonders häufig vertreten. Nachgewiesen hat dies nach Hans Braam auch die Literaturwissenschaftlerin Anna Bers. Ihr Ziel war unter anderem herauszufinden, welche Gedichte von Frauen dem literarischen Kanon zugerechnet werden. Dazu wertete sie 13 einschlägige Textsammlungen des 20. und 21. Jahrhunderts aus, die den Anspruch erheben, einen Überblick über die Dichtkunst in deutscher Sprache zu bieten. Am Turme ist dort 7 Mal enthalten. Ebenso oft sind Drostes Durchwachte Nacht und Das Spiegelbild zu finden. Im Grase ist mit 8 Mal das am häufigsten abgedruckte Droste-Gedicht. Noch häufiger wurden nur Ingeborg Bachmanns Die gestundete Zeit (9 Mal) und Else Lasker-Schülers Weltende (10 Mal) ausgewählt. Damit zählt Am Turme zu den lediglich 11 Texten von Autorinnen, die in 7 oder mehr Sammlungen aufgenommen wurden, weitere 70 kommen in 3 bis 6 Zusammenstellungen vor, dabei insgesamt „nur ein einziges agitatorisches“, und zwar Am Turme.
Betrachtet man ausschließlich Anthologien mit Gedichten von Frauen, nimmt Am Turme abermals eine Sonderstellung ein: 5 von 9 solcher Textsammlungen enthalten dieses Gedicht. Zusammen mit Ricarda Huchs Uralter Worte kundig kommt die Nacht ist es damit der Text mit den meisten Fundstellen. Zugleich ist es der einzige Droste-Text unter den 11 Gedichten, die in die ‚Frauen-Anthologien‘ am häufigsten aufgenommen wurden. Die dort vorhandenen emanzipatorischen Gedichte lassen sich in den allgemeinen Textsammlungen nicht finden – mit einer Ausnahme: Am Turme. Die untersuchte Auswahl der insgesamt 22 Gedichtsammlungen aus dem 20. und 21. Jahrhundert besagt: Für 93 Gedichte von Schriftstellerinnen finden sich jeweils mindestens 3 Drucknachweise. Diese Texte bezeichnet Bers als kanonisch. In der nach Anzahl der Fundstellen sortierten Rangliste belegt Erklär mir, Liebe von Bachmann den 1. Platz, Am Turme folgt auf Platz 2.

### Gedenken

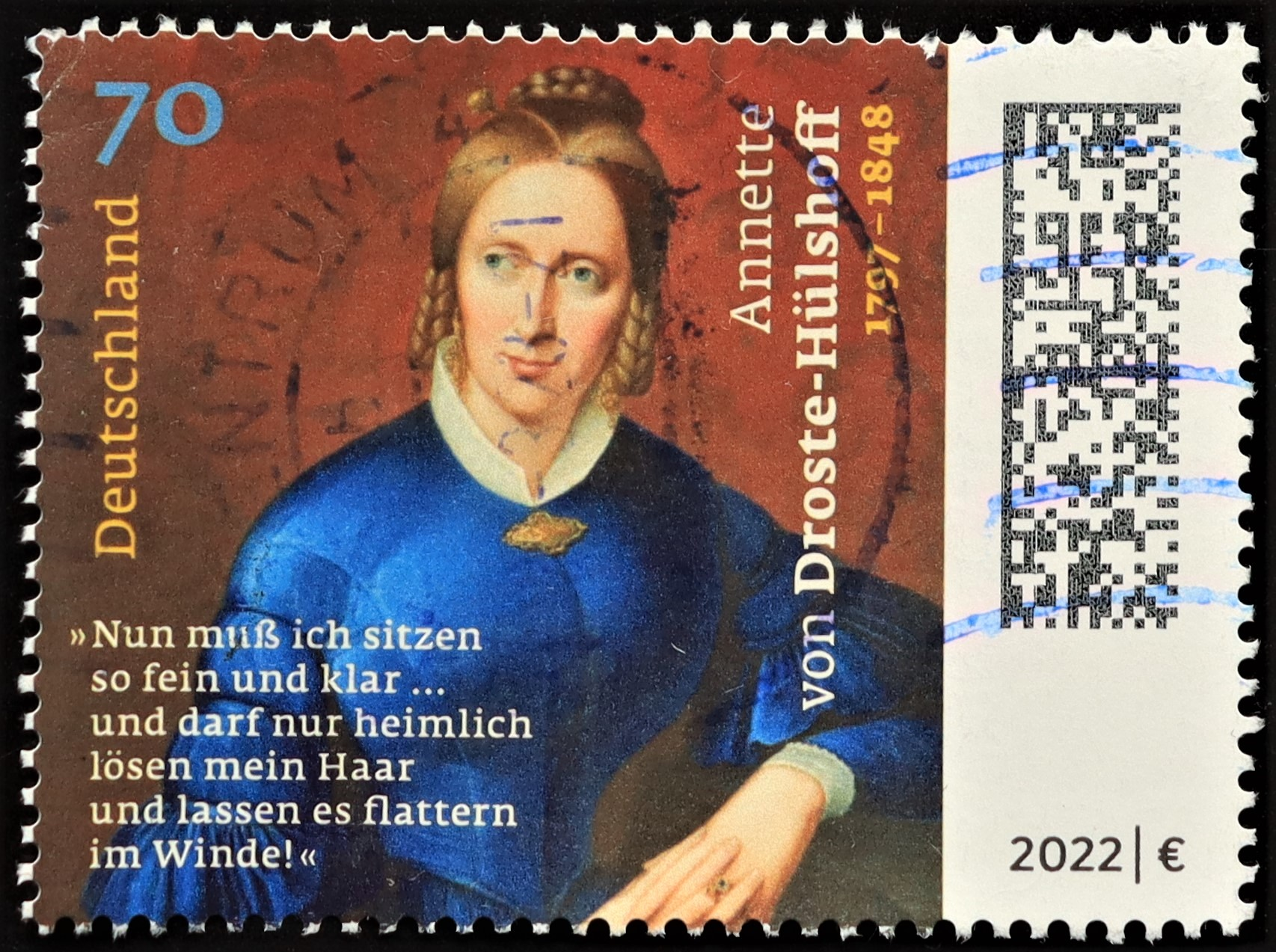
Sonderbriefmarke zu 70 Cent

Das deutsche Bundesfinanzministerium gab anlässlich des 225. Geburtstages Droste-Hülshoffs im Jahr 2022 eine Gedenkmarke und eine Gedenkmünze heraus. Beide nehmen Bezug auf das Gedicht Am Turme.
Die Briefmarke (Entwurf: Eckhard Jung, Ausgabedatum: 3. Januar 2022) zeigt das Ölgemälde von Johann Joseph Sprick von 1838 und enthält drei der vier letzten Verse des Gedichts. Sie stehen in einem Kontrast zur akkuraten Frisur, die Droste auch auf diesem Porträt trägt. Der Droste-Forscher Jochen Grywatsch hebt zur Gestaltung der Briefmarke hervor: „Die streng gescheitelte und geflochtene Frisur korrespondiert mit der gesellschaftlichen Rolle einer adeligen Frau, von der Zurückhaltung und Pflichterfüllung erwartet wurden. Dagegen steht das ‚flatternde Haar‘ in ihrem Gedicht ‚Am Thurme‘ als Sinnbild für die Freiheit, die sie sich in und mit der Literatur erkämpfen konnte.“
Das Kopfbild auf der Münze (Entwurf: Anna Auras, Ausgabedatum: 24. Februar 2022) orientiert sich an dem Gemälde von Sprick. Die sorgfältig geordneten Haare haben sich hier jedoch teilweise gelöst und wehen im Wind. Damit und mit dem Vogel, der an den schreienden Star erinnert, nimmt die Gedenkmünze ebenfalls Motive aus Am Turme auf. Das Bundesfinanzministerium erläutert: „Ihr vom Wind gelöstes Haar kann als Symbol gesehen werden für ihre Befreiung aus den engen Verhältnissen der Zeit. Der dargestellte Gesichtsausdruck zeigt Entschlossenheit und widerspricht den damals gängigen Erwartungen an Geschlecht und Stand.“ Der Münzrand enthält in Großbuchstaben die Inschrift: „So großes Kleinod, einmal sein statt gelten!“ Dies ist ein Vers aus Drostes Gedicht An ***, das ebenfalls im Meersburger Winter 1841/1842 entstand. Schücking gab später an, Droste habe das Gedicht ihm gewidmet. Dem Vers gehen die Worte voraus: „Das Leben ist so kurz, das Glück so selten“.